# シミックホールディングス
シミックホールディングス株式会社は医薬品の各種支援等を行うシミックグループの純粋持株会社である。

## 概要
シミックグループは、製薬企業の付加価値向上に貢献する同社グループ独自の事業モデルであるPVC（Pharmaceutical Value Creator）を展開し、CRO（医薬品開発支援）事業、CDMO（医薬品製剤開発・製造支援）事業、CSO（医薬品営業支援）事業、ヘルスケア事業、IPM（Innovative Pharma Model）事業において、製薬企業の開発、製造、営業・マーケティングのバリューチェーンを広範に支援している。みどり会の会員企業であり三和グループに属している。

## 沿革
- 1985年 - シミック株式会社 設立
- 1992年 - 日本初のCRO（医薬品開発受託機関）企業として本格的にスタート
- 1994年
  - モニタリング業務を開始
  - 同社を含めた同業4社が発起人となり日本CRO協会を設立
- 1996年 - 日本で最初にCRC（治験コーディネーター）業務を開始
- 1998年 - 韓国にて業務開始
- 2000年 - CSO（医薬品営業受託）事業開始
- 2001年
  - 人事・組織開発サポート業務開始
  - 中国市場へ進出
- 2002年 - 日本証券業協会に株式を店頭上場
- ファーマコヴィジランス業務開始
- 2003年 - DTCマーケティング業務を開始
- 2004年
  - 東京証券取引所第二部に上場
  - 医薬品の品質保証及び薬物動態に関する支援業務開始
- 2005年
  - CDMO（医薬品製剤開発・製造受託）事業開始
  - 東京証券取引所第一部に指定
- 2006年 - シンガポール現地法人を設立
- 2007年 - 米国でのCDMO事業開始
- 2011年 - 腎疾患診断用バイオマーカー発売
- 2012年 - 会社分割により持株会社制へ移行し、シミックホールディングス株式会社へ商号変更
- 2013年
  - 尿素サイクル異常症用薬「ブフェニール」を発売
  - マレーシア現地法人（CMIC ASIA PACIFIC (MALAYSIA) SDN. BHD.）を設立
  - 急性ポルフィリン症治療薬「ノーモサング」を発売
- 2014年 - 次世代抗体医薬品の製造プロセス開発を開始
- 2015年
  - ベトナム現地法人を設立
  - 米国でのバイオアナリシス業務開始
  - 香港現地法人（CMIC Asia-Pacific (Hong-Kong) Limited）を設立
  - アステラス製薬株式会社から製造販売承認の承継を受け、オーファンドラッグ等の販売開始
- 2016年 - 抗がん剤領域のサービス拡充のため合弁会社を設立
- 2017年
  - フィリピン現地法人（CMIC ASIA-PACIFIC (PHILIPPINES), INC.）を設立
  - 中国現地法人と合弁会社を設立し分析ラボ事業開始
- 2018年
  - 日本政策投資銀行とCDMO事業における資本・業務提携を締結（2023年5月解消）
  - オーストラリア現地法人（CMIC ASIA-PACIFIC (AUSTRALIA) PTY LTD）を設立
- 2024年
  - 1月 - マネジメント・バイアウトの一環として、株式会社北杜マネージメントが株式公開買付けにより議決権所有割合ベースで61.53%の株式を取得[3]。
  - 3月28日 - 東京証券取引所プライム市場上場廃止。
  - 3月30日 - 株式併合により、株主が北杜マネージメント、アルテミス、キースジャパンのみとなる[1]。

## 国内グループ会社
医薬品開発受託（CRO）事業
- シミック株式会社
- シミックファーマサイエンス株式会社
- シミック・シフトゼロ株式会社
- シミックソリューションズ株式会社
- CMIC Korea Co., Ltd.
- CMIC ASIA-PACIFIC, PTE. LTD.
- CMIC ASIA PACIFIC (MALAYSIA) SDN. BHD.
- CMIC Asia-Pacific (Hong-Kong) Limited
- CMIC ASIA-PACIFIC (PHILIPPINES), INC.
- CMIC ASIA-PACIFIC (AUSTRALIA) PTY LTD
- CMIC (Suzhou) Pharmaceutical Technology Co., Ltd.
- CMIC (Beijing) Pharmaceutical Services Co., Ltd.
- CMIC (Beijing) Co., Ltd.
- CMIC, INC.
- CMIC DATA SCIENCE VIETNAM COMPANY LIMITED

医薬品製剤開発・製造支援（CDMO）事業
- シミックCMO株式会社
- CMIC CMO Korea Co., Ltd.
- CMIC CMO USA Corporation

医薬品営業受託（CSO）事業
- シミック・イニジオ株式会社

ヘルスケア事業
- シミックヘルスケア・インスティテュート株式会社
- SSI-CP株式会社
- CMIC VIETNAM COMPANY LIMITED

IPM事業
- 株式会社オーファンパシフィック

関連会社
- シミックJSRバイオロジックス株式会社
- 株式会社マッキャン エムディエス
- シースリー株式会社

## 受賞
- 2020年 - 第2回日本オープンイノベーション大賞 科学技術政策担当大臣賞（血液を工場で作る～iPS細胞を応用した再生医療の産業化を目指して～）